# ATP Challenger Saint-Jean-de-Luz
Der ATP Challenger Saint-Jean-de-Luz (offiziell: Grand Prix de Tennis de Saint-Jean-de-Luz) war ein Tennisturnier, das 2003 einmal in Saint-Jean-de-Luz, Frankreich, stattfand. Es gehörte zur ATP Challenger Tour und wurde in der Halle auf Hartplatz gespielt.

## Liste der Sieger

### Einzel
| Jahr | Sieger         | Finalgegner     | Ergebnis       |
| ---- | -------------- | --------------- | -------------- |
| 2003 | Irakli Labadse | Fabrice Santoro | 1:6, 7:64, 6:4 |

### Doppel
| Jahr | Sieger                         | Finalgegner                     | Ergebnis |
| ---- | ------------------------------ | ------------------------------- | -------- |
| 2003 | Julien Benneteau Nicolas Mahut | Johan Landsberg Myles Wakefield | 6:4, 6:1 |